# موش برنج پاراگوئه
موش برنج پاراگوئه (نام علمی: Sooretamys angouya) نام یک گونه از تبار موش‌های برنجی است.